# 神とともに国王と祖国のために

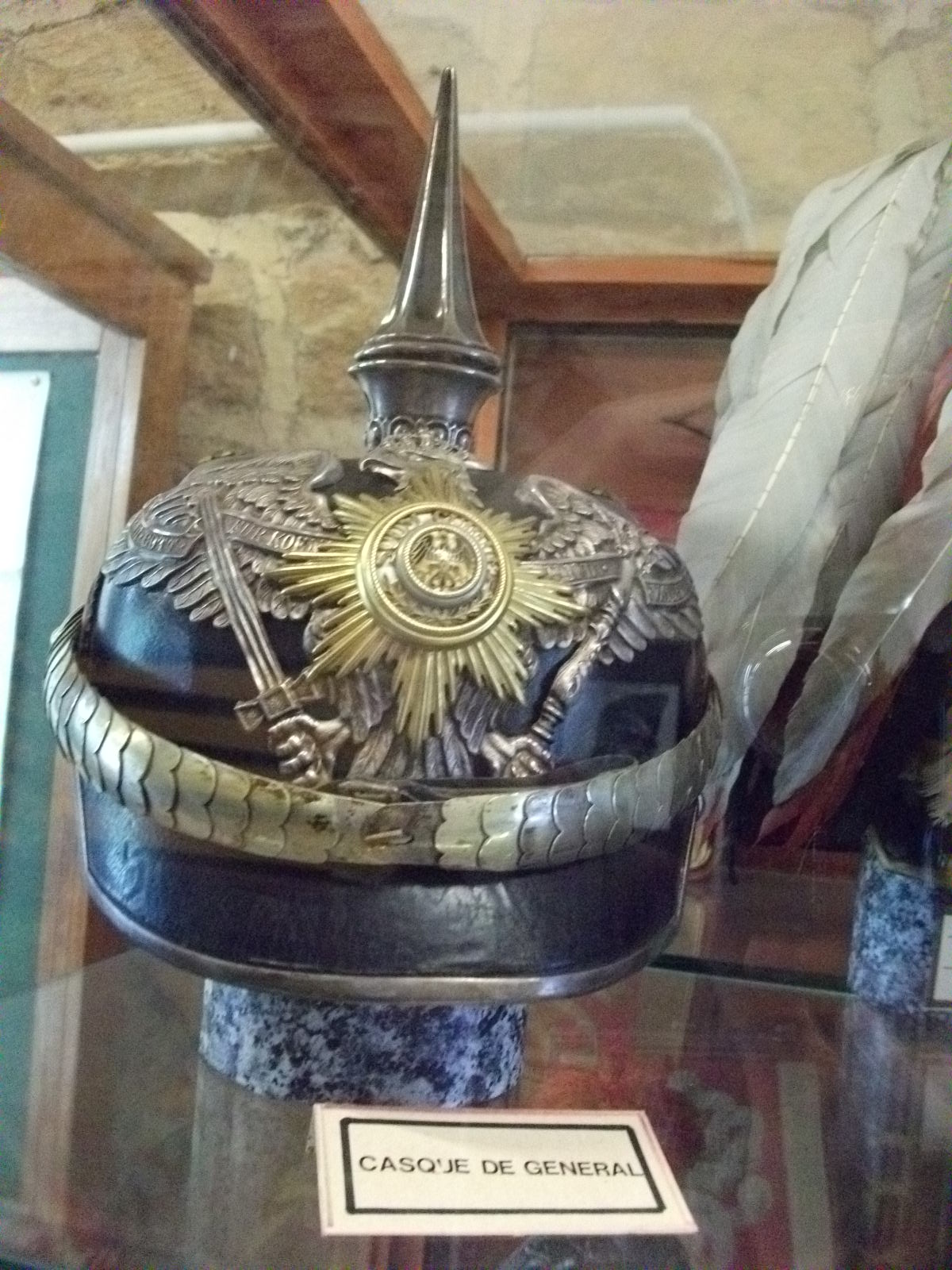
「神とともに国王と祖国のために」の標語を持つピッケルハウベ

「神とともに国王と祖国のために」(独：Mit Gott für König und Vaterland)は、プロイセンの標語である。

## 使用
「神とともに国王と祖国のために」は、フリードリヒ・ヴィルヘルム3世によって1813年に創設された記章の標語、後備軍の十字章（プロイセン軍の国土防衛軍の部隊章）の標語である。このスローガンを持つ金属製の十字はプロイセン後備兵の帽子に縫い付けられた。その帽子も同様にヘルメットと十字章の様々なバリエーションで見られる。プロイセンの保守党の合言葉として後に何度か用いられたり、戦闘の中で軍人によって敵を攻撃する寸前に叫ばれたりした。「神とともに皇帝と帝国のために」(mit Gott für Kaiser und Reich)という十字章の裏面には、崇高な刻印として「神とともに国王と祖国のために」(Mit Gott für König und Vaterland)が見られる。『新プロイセン新聞』はこの標語を「神とともに国王と祖国のために前進せよ」という少し変形させた形で用いている。